# بركانية

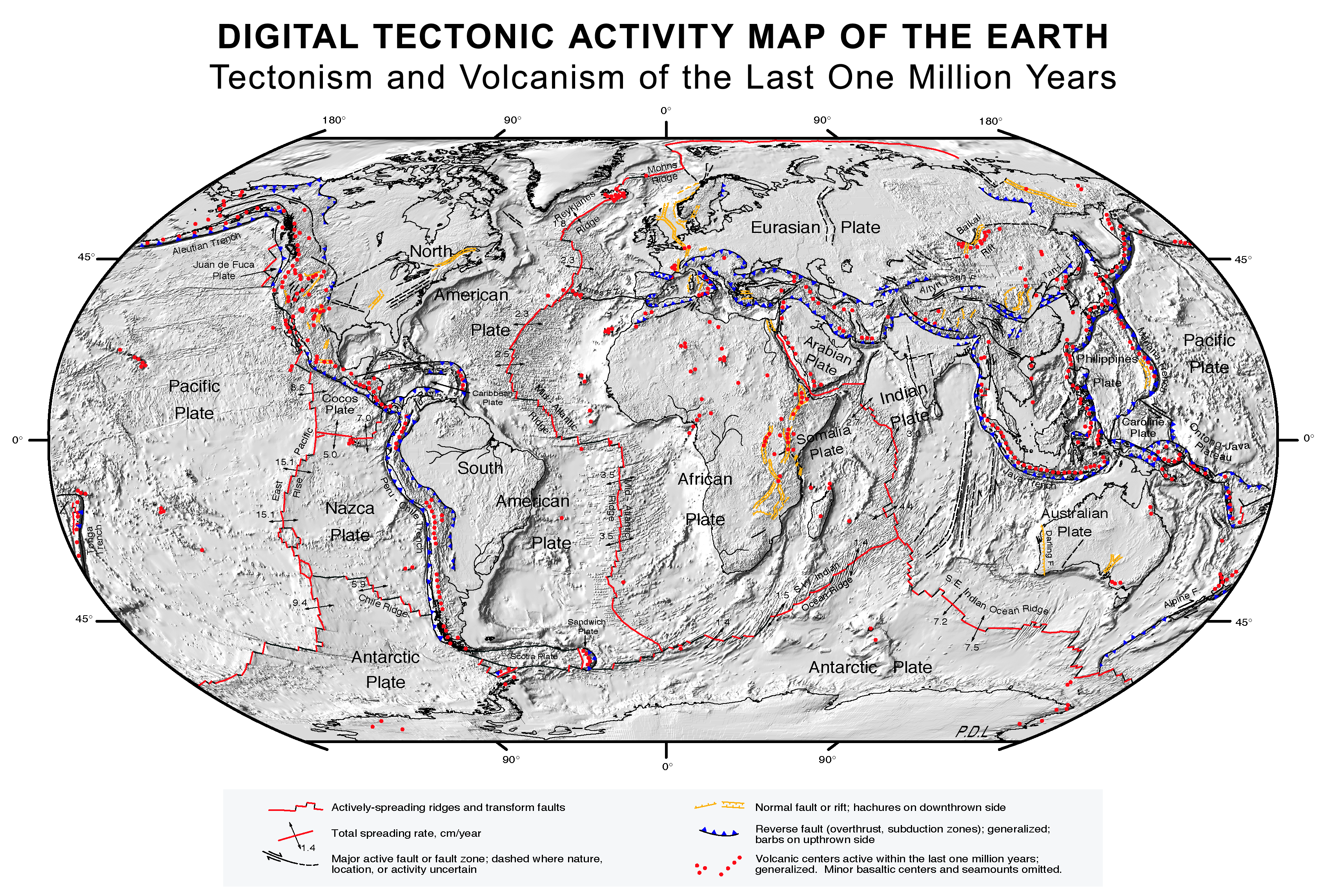
خريطة الصفائح التكتونية مع المواقع البركانية محددة بالدوائر الحمراء

البركانية تعني كل العمليات والظواهر الجيولوجية المرتبطة بالبراكين، بما في ذلك الثورات البركانية، مثل ظاهرة خروج الصخور المنصهرة إلى سطح الأرض أو إلى سطح صلب مثل كوكب صخري أو قمر، حيث تخرج الحمم والصخور البركانية والغازات البركانية من داخل الأرض إلى السطح فيما يُسمى تنفيس، وتشمل كل الظواهر الناتجة عن الصهارة داخل القشرة الأرضية أو الوشاح التي ترتفع عبر القشرة وتُكوّن البراكين والصخور البركانية على السطح.